# Terror de Estado
Terror de Estado (en inglés, State of Terror) es una novela de misterio político escrita por la ex secretaria de Estado de los Estados Unidos, Hillary Rodham Clinton, y la novelista de misterio canadiense Louise Penny. El libro fue lanzado el 12 de octubre de 2021 y fue publicado conjuntamente por Simon & Schuster y St. Martin's Press.

## Premisa
Una Secretaria de Estado novata se une a la administración de su rival, un presidente que asumió después de cuatro años de liderazgo estadounidense que se alejó del escenario mundial. Una serie de ataques terroristas trastorna el orden mundial, y la Secretaria tiene la tarea de reunir un equipo para desentrañar la conspiración mortal, un plan cuidadosamente diseñado para aprovechar un gobierno estadounidense peligrosamente alejado de la realidad y débil en los lugares donde más se lo necesita.

## Antecedentes
El proyecto del libro se anunció el 23 de febrero de 2021, y los editores habituales de las dos autoras se dispusieron a distribuir el trabajo ese mismo año, el 21 de octubre.